# Jacques Abulafia Danon
Jacques Abulafia Danon (Santos,SP, Brasil, 1924 - Paris, França, 30 de outubro de 1989), descendente de franceses exportadores de café, foi um dos mais influentes cientistas brasileiros do século vinte.

## Biografia científica
Graduou-se em Química em 1945 pela Universidade do Brasil. Três anos depois começou a trabalhar em Paris, no Laboratoire Curie do Institut du Radium.
Retornando ao Rio de Janeiro, passou a fazer parte da equipe do Centro Brasileiro de Pesquisas Físicas (CBPF).
Personalidade envolvente e carismática, Danon interessava-se por diferentes áreas do conhecimento e, além de ter sido membro de diversas associações científicas nacionais e estrangeiras, foi diretor do Observatório Nacional.
Sua principal atuação foi nos campos da física e da química, tendo sido ele o grande divulgador da Espectroscopia Mössbauer no Brasil.